# Александер Джувані
Александер Джувані (алб. Aleksandër Xhuvani, 14 березня 1880 — 22 листопада 1961) — албанський філолог і педагог. Більшість своєї кар'єри Джувані присвятив роботі над покращенням албанських шкіл; він також виступав за стандартизацію албанської мови в роки після здобуття Албанією незалежності. Серед його праць — граматика, а також словник албанської мови. Джувані також був політиком: і членом Установчих зборів Албанського королівства, і членом, а пізніше віцепрезидентом Президії Народних зборів Албанії.
На його честь названо Університет Александера Джувані в Ельбасані.

## Життєпис
Александер Джувані народився 14 березня 1880 року в Ельбасані, тодішня Османська імперія. Початкову освіту здобув у своєму рідному місті в «Normalja e Elbasanit», а середню — у Цотилі, що тоді входило до вілаєту Монастир. У 1902 році він почав навчання на філологічному факультеті Афінського університету, який закінчив у 1906 році. У серпні того ж року Луїдь Гуракучі запросив його викладати албанську мову в арбереському коледжі Сан-Деметріо-Короне в провінції Козенца, Італія.